# Anna Burns
Anna Burns (Belfast, 7 marzo 1962) è una scrittrice britannica, vincitrice del Booker Prize nel 2018.

## Biografia
È cresciuta a Ardoyne, un distretto popolare e cattolico di Belfast nord; nel 1987 si trasferisce a Londra e dal 2014 vive nell'East Sussex, sulla costa sud dell'Inghilterra
Il suo primo romanzo No Bones è la biografia di una ragazza cresciuta a Belfast durante il conflitto nordirlandese; fra le opere nordirlandesi ambientate in quel periodo, No Bones è considerato un lavoro importante, paragonato a Gente di Dublino di James Joyce per il suo ritratto del linguaggio quotidiano. Nel romanzo la famiglia disfunzionale della protagonista simbolizza la situazione politica dell'Irlanda del Nord. No Bones ha vinto il Winifred Holtby Memorial Prize per il migliore romanzo regionale nel 2001 ed è stato fra i finalisti del Women's Prize for Fiction.
Il suo secondo romanzo, Little Constructions, è stato pubblicato nel 2007 dalla Fourth Estate. È la biografia, ricca di humor nero, di una donna appartenente a una famiglia criminale che deve vendicare un torto subito.
Nel 2018 Burns vince il Booker Prize con il romanzo Milkman; è il primo scrittore nordirlandese a vincere il premio. Milkman è un romanzo sperimentale, nel quale il narratore è una diciottenne senza nome, nota solo come middle sister (sorella di mezzo), che è perseguitata da un uomo molto più anziano, un paramilitare noto come Milkman.
Nel 2020 è stata insignita dell'International IMPAC Dublin Literary Award divenendo la prima autrice nordirlandese a vincere il premio.

## Opere

### Romanzi
- No Bones (2001)
- Little Constructions (2007)
- Milkman (2018), Rovereto, Keller, 2019 traduzione di Elvira Grassi ISBN 978-88-99911-50-8.

### Racconti
- Mostly Hero (2014)[11]

## Premi e riconoscimenti
- 2020 International IMPAC Dublin Literary Award
- 2018 Booker Prize,[12] Vincitrice (Milkman)
- 2018 National Book Critics Circle Award per la narrativa, Vincitrice (Milkman)
- 2019 Orwell Prize,[13] Vincitrice (Milkman)
- 2002 Women's Prize for Fiction, Finalista (No Bones)[14]
- 2001 Winifred Holtby Memorial Prize, Vincitrice (No Bones)